# Englerophytum congolense
Englerophytum congolense är en tvåhjärtbladig växtart som först beskrevs av De Wild., och fick sitt nu gällande namn av André Aubréville och François Pellegrin. Englerophytum congolense ingår i släktet Englerophytum och familjen Sapotaceae. Inga underarter finns listade i Catalogue of Life.